# India hívójelkörzetei
India kontinentális területe jelenleg (2024) nincs felosztva hívójelkörzetekre. Néhány indiához tartozó szigetcsoport számára meg van határozva körzetazonosító.
India számára az ITU a 8[T..Y], A[T..W], V[T..W] hívójelprefixeket határozta meg.

## India hívójelkörzetei[1][2][3]
| Prefix               | Körzet             | Hely/jelleg                  | ITU zóna | CQ zóna |
| -------------------- | ------------------ | ---------------------------- | -------- | ------- |
| 8[T..W], A[U..W], VU | [0..3, 5..6, 8..9] | India                        | 41       | 22      |
| 8[T..W], A[U..W], VU | 4                  | Andamán- és Nikobár-szigetek | 49       | 26      |
| 8[T..W], A[U..W], VU | 7                  | Laksadíva                    | 41       | 22      |
| 8[X..Y], V[T, V..W]  | *                  | India                        | 41       | 22      |
| AT                   | [1..2, 5..6, 8..9] | India                        | 41       | 22      |
| AT                   | [0, 3]             | India antarktiszi bázisai    |          |         |

## Lajstromjel
Vízi és légi járművek lajstromjelezéséhez a VT prefixet használják.